# João Cabreira
João Paulo Costa Cabreira, conegut com a João Cabreira, (Aguçadoura, Póvoa de Varzim, 12 de maig de 1982) va ser un ciclista portuguès, que fou professional des del 2005 fins al 2012. Del seu palmarès destaca els dos Campionats nacionals en ruta de 2008 i 2011.
El febrer de 2009, va ser suspès durant dos anys per haver manipulat els resultat d'un control contra el dopatge.
Era cunyat del també ciclista Bruno Neves.

## Palmarès
- 2004
  -  Campionat de Portugal sub-23 en contrarellotge
  - 1r a la Volta a Portugal del Futur i vencedor d'una etapa
- 2006
  - 1r a la Volta a l'Algarve i vencedor d'una etapa
  - Vencedor d'una etapa a la Volta a Portugal
- 2008
  -  Campió de Portugal en ruta
  - Vencedor d'una etapa a la Volta a Tras os Montes e Alto Douro
- 2009
  - Vencedor d'una etapa al Trofeu Joaquim Agostinho
  - Vencedor d'una etapa a la Volta a Portugal
- 2011
  -  Campió de Portugal en ruta